# Generalstab (Japan)
Der Generalstab wurde im japanischen Kaiserreich in der Meiji-Zeit für das Heer geschaffen und bestand bis zur Auflösung der Streitkräfte nach der Niederlage im Pazifikkrieg im Jahre 1945. Die Chefs der Generalstäbe nahmen in der Regel auch an der Gozen Kaigi teil, einer außerkonstitutionellen Konferenz, die in Anwesenheit des Kaisers über wichtige politische Entscheidungen wie Kriegserklärungen beriet. Die Marine verfügte seit 1893 analog über einen Admiralstab.

## Kaiserlich Japanische Armee

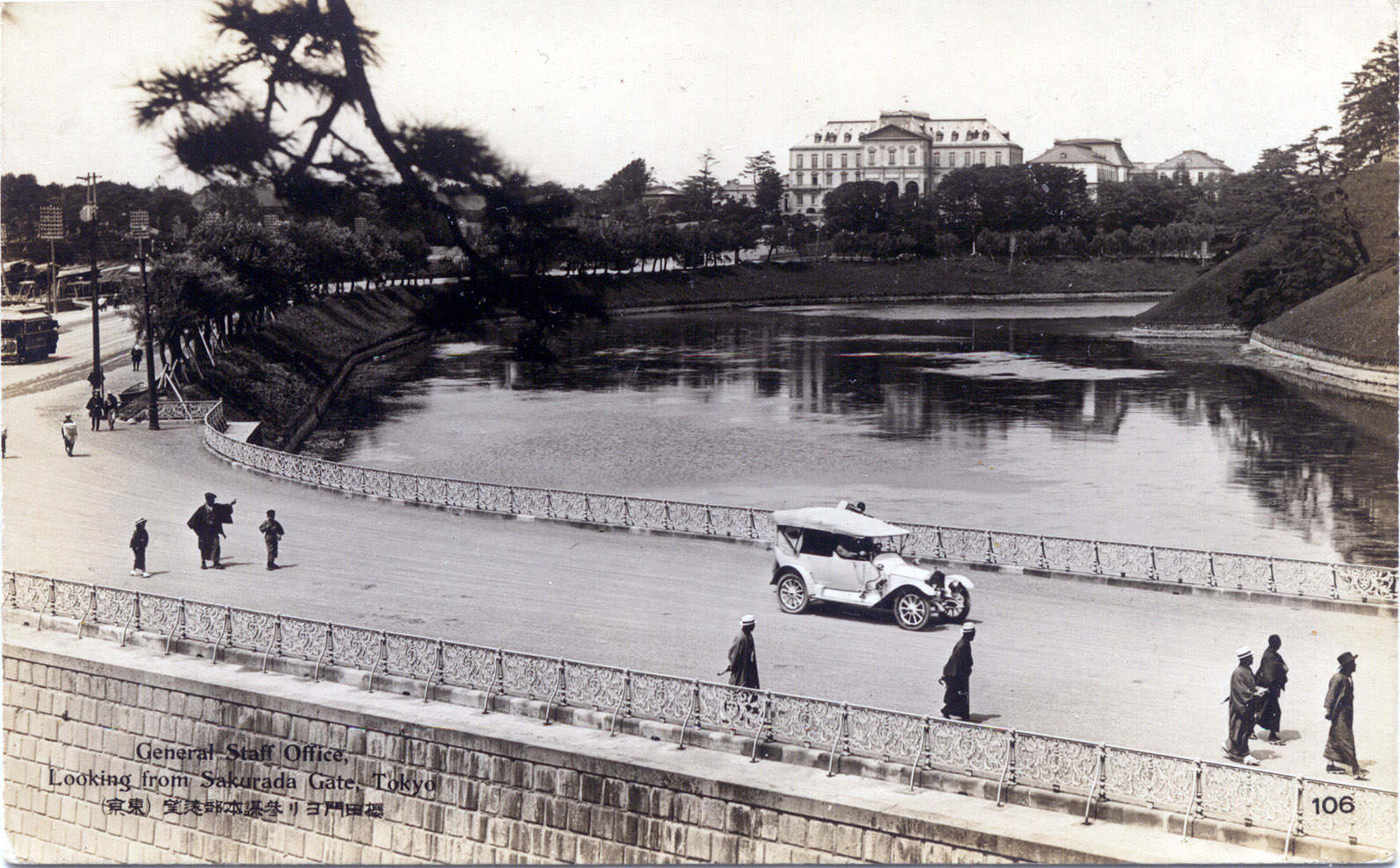
Sitz des Heeresgeneralstabs um 1910 vom Sakurada-Tor am Kaiserpalast aus gesehen

Ein Generalstab (jap. 参謀本部, sambō hombu, wörtlich: „Stabshauptabteilung“, engl. Imperial Japanese Army General Staff) der Kaiserlich Japanischen Armee, des Heeres, wurde 1878 in Japan im Rahmen der Meiji-Restauration und dem Aufbau einer modernen Armee geschaffen. Dabei diente die Preußische Armee als Vorbild, die auch durch Militärberater präsent war. 
Der Generalstab war nach dem preußischen Modell von der Regierung unabhängig und unterstand direkt dem Tennō. Er war für fast alle militärischen Verwaltungsaufgaben und für die strategische Planung zuständig. Das Heeresministerium unter dem vom Militär gestellten Heeresminister hatte kaum Einfluss. Ab den 1920er Jahren diente es eher umgekehrt als Kontrollinstanz des Militärs bei der Regierung. Durch eine Rücktrittsdrohung, die das Kabinett zu Fall bringen würde, konnte der Heeresminister die Regierung erpressen.
Durch die weitgehende Unabhängigkeit, insbesondere unter dem schwachen Taishō-Kaiser, konnte das Heer von sich aus die Kolonialbestrebungen in Asien umsetzen.
Der Generalstab wurde nach der Kapitulation Japans im Oktober 1945 aufgelöst. Die Verfassung von 1947 enthält zahlreiche Klauseln, die eine erneute Machtübernahme des Militärs in Japan verhindern sollen.
Das heutige Äquivalent bei den Bodenselbstverteidigungsstreitkräften ist die Heeres-Stabsabteilung (陸上幕僚監部, Rikujō Bakuryō Kambu) im Verteidigungsministerium.

## Oberkommando im Kriegsfall
Im Kriegsfall übernahm die gemeinsame militärische Führung beider Teilstreitkräfte das Daihon’ei, das im Kern aus den Führungsmitgliedern beider Generalstäbe bestand.